# 鈴木健二 (情報工学者)
鈴木 健二（すずき けんじ、1970年2月18日 - ）は、日本の情報工学者、法学者。専門は、AIガバナンス、AI倫理、情報法、知的財産法、人工知能。
東京科学大学（旧：東京工業大学)データサイエンス・AI全学教育機構特任教授、名古屋大学数理・データ科学教育・人工知能教育研究センター客員教授、ソニーグループ株式会社Principal Researcher。
学位は博士（工学）（東京大学・指導教授 荒川泰彦・1999年）、学士（法学）（中央大学・2018年）。
技術者でありながら法学研究者でもあり、AIと法について情報工学と情報法の両分野を同時に研究していることが強みである。また、企業内にてAI開発、AIガバナンスにも取り組み、その傍ら実務家教員として教壇に立つ。実効的なAIガバナンスを構築するためには、「国⺠の信頼を得るために、⽴法・⾏政機関、有識者に限らず、多様な事業者、利⽤者、市⺠を含む広範なステークホルダーとの対話と協働を積み重ねていくことが不可⽋だろう」と提唱する。

## 経歴
神奈川県小田原市出身。神奈川県立西湘高等学校卒業。
1999年 東京大学大学院工学系研究科電子工学専攻博士課程修了、1999年東京大学生産技術研究所、2000年フランスIEMN(Institut d'Électronique et de Microélectronique du Nord) を経て、2001年ソニー株式会社に入社。
2014年-2015年、NSM Initiatives LLC（米国）にて、PR Director for Asiaを務めた。Blu-ray Disc Association (BDA)にて、Trademark Creation Task ForceのChairを歴任。 
2018年中央大学法学部卒業。2023年社会構想大学院大学実務家教員養成課程修了。
2023年-2025年文教大学情報学部非常勤講師、
2023年東京都市大学教育機構 数理・データサイエンス教育センター非常勤講師、2023年横浜国立大学大学院、2024年山梨大学にても講義を担当。
2023年-2024年 東京工業大学 データサイエンス・AI全学教育機構 特任教授
2024年- 東京科学大学 データサイエンス・AI全学教育機構 特任教授
2024年- 名古屋大学数理・データ科学教育・人工知能教育研究センター客員教授

## 受賞
- 1999年 第6回応用物理学会講演奨励賞[15]
- 2023年 AI for Content Creation (AI4CC) Workshop, CVPR（英語版） 2023, Best Paper Award[4][16]
- 2023年 第37回人工知能学会全国大会優秀賞（ポスター発表部門）[17]

## 所属学会
- 人工知能学会[1][17]
- 情報ネットワーク法学会[1]
- 情報処理学会[1]
- 電子情報通信学会[1]
- 法とコンピュータ学会[1]

## 学術貢献活動
- 2023年4月 - 2025年3月 データ社会推進協議会 学術連携委員会 副委員長[18]
- 2024年4月 - 情報処理学会 会誌「情報処理」モニタ[19]
- 2024年6月 - 電子情報通信学会 情報論的学習理論と機械学習研究会 専門委員[20]

## 主な著書
- 『なぜ社会人大学院で学ぶのかⅡ ー人生１００年時代の学び直しー』（共著、アメージング出版、2025年）[21]
- 『少ないデータによるAI・機械学習の進め方と 精度向上、説明可能なAIの開発』（共著、技術情報協会、2024年）[22]